# Carmen (namn)
För andra betydelser, se Carmen (olika betydelser).

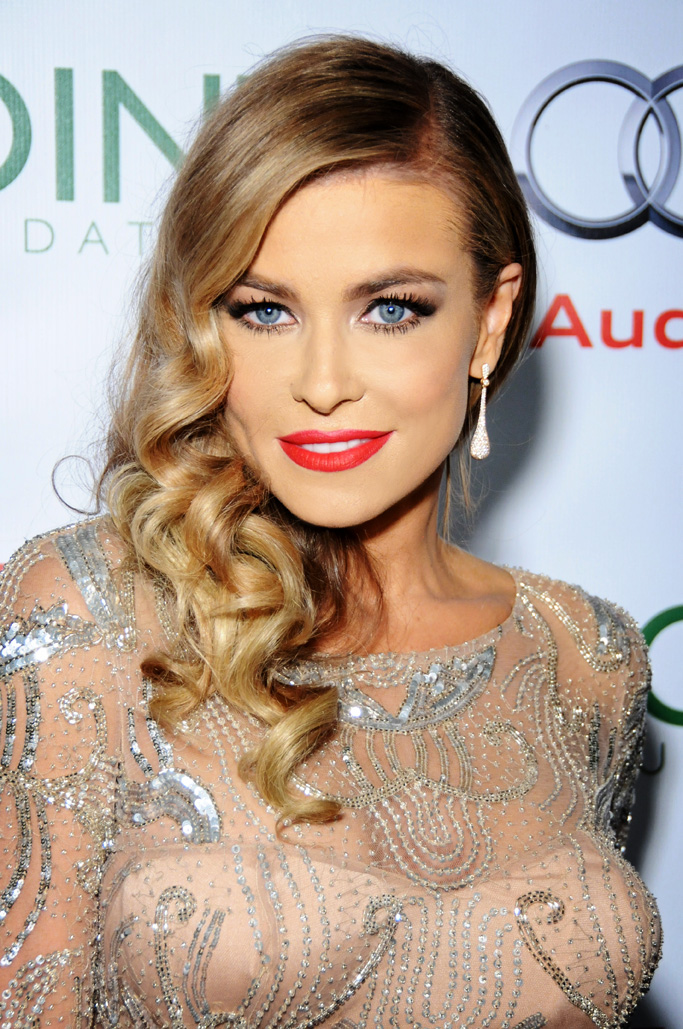
Carmen Electra

Carmen (eller Karmen) är ett kvinnonamn som kommer av latinets carmen som betyder "sång". Namnet har funnits i Sverige sedan slutet av 1800-talet.
Namnet har en tydlig koppling till jungfru Maria under hennes titel Vår Fru av berget Karmel, vilken på spanska lyder Nuestra Señora del Carmen. Således kan den som önskar, se denna titels festdag (16 juli) som Carmens namnsdag, likväl som namnsdagen för Maria, av vilket Carmen är en variant. 
Den 31 december 2014 fanns det totalt 3 766 kvinnor folkbokförda i Sverige med namnet Carmen eller Karmen, varav 1 026 bar det som tilltalsnamn.
Namnsdag: saknas
Helgondag: 16 juli

## Personer med namnet Carmen eller Karmen
- Carmen Amaya, spansk flamencodansös, sångerska och skådespelerska
- Carmen Blacker, brittisk japanolog
- Carmen Douma-Hussar, kanadensisk friidrottare
- Carmen Electra, amerikansk fotomodell och sångerska
- Carmen McRae, amerikansk jazzsångerska och pianist
- Carmen Miranda, brasiliansk sångerska och skådespelerska
- Carmen Maura, spansk skådespelarska
- Carmen Polo y Martínez-Valdès, hustru till Francisco Franco
- Carmen Silvera, brittisk-kanadensisk skådespelare
- Karmen Stavec, slovensk sångerska

## Fiktiva
- Carmen Sylva, pseudonymnamn som författare, egentligen Elisabet av Wied, rumänsk furstinna, drottning och författare